# Проклианиты
Проклиани́ты  (лат. proclianitæ)  или гермиори́ты (лат. hermioritæ) — еретики конца III — начала V века, описанные Филастрием в книге «Liber de Haeresibus» и Августином в книге «De Haeresibus ad Quodvultdeum Liber Unus»; у первого автора это 56 ересь, у второго автора  это 60 ересь. Августин сообщает, что проклианиты имели религиозную доктрину селевкиан, они были последователями учения Гермогена Тарсского. Согласно учению проклианиты: материя совечна Богу, а не создана им; Бог не создавал души, а души созданы ангелами из огня и воздуха; зло происходит в одних случаях от Бога, а в других от материи; тело Иисуса Христа после Вознесения оказалось на Солнце, а сам Христос вернулся к Отцу (этот вывод проклианиты делали из слов Священного Писания: «Он поставил в них жилище солнцу» (Пс. 18:5)); рай не существует; водное крещение не нужно (этот вывод проклианиты делали из слов Священного Писания: «я крестил вас водою, а Он будет крестить вас Духом Святым» (Мк. 1:8)). Воскресение мертвых проклианиты отрицали, они понимали воскресение как продолжение человечества в рождающихся детях. Согласно Августину проклианиты добавили к учению селевкиан отрицание пришествия Христа во плоти. Филастрий сообщает о том, что проклианиты ошибочно объясняют тетраморф из видения пророка Иезекииля (Иез. 1:4-28; 10:14 и 41:19), согласно толкованию гермиоритов лев это царь Парфии; телец — египтян; орел — римлян; животное с лицом человека — благочестивых, то есть христиан. В число книг Священного Писания проклианиты включали Книга Премудрости за что их упрекает Филастрий. Филастрий пишет о том, что проклианиты живут в Галатии; и сравнивает гермиоритов с лисами, которые портят виноградники — христианскую церкви, приводя слова Соломона: «Ловите нам лисиц, лисенят, которые портят виноградники, а виноградники наши в цвете» (Песн. 2:15). О численности данных еретиков Филастрий и Августин ничего не сообщают.